# Vykhino-Joulebino
Vykhino-Joulebino (russe : Муниципальный округ Выхино-Жулебино) est un district municipal du district administratif sud-est de la municipalité de Moscou.
Joulebino est mentionné pour la première fois en 1645, bien que ses origines semblent remonter à 1499, le nom vient du surnom Jouleba (« astucieux ») donné au boyard Andreï Timofeïevitch Ostev.
Au nord-est de Vykhino sur la rivière Goleda, se trouvait au XVIe siècle le village de Stafourino, rebaptisé Vykhon au XVIIe siècle, puis Vykhino en 1743. Il est rattaché au domaine de Kouskovo, propriété de la famille Cheremetiev.
Vykhino est incorporé dans le territoire de Moscou en 1960, dans le quartier Jdanovski  jusqu'en 1969, puis jusqu'en 1991 dans le quartier Volgogradski.
 
En 1970, le village a été démoli et la zone intensément urbanisée abritant plus de cent mille habitants.

Joulebino n'a été rattaché à la ville qu'en 1985, mais contrairement à Vykhino, il n'a pas été complètement démoli, puisque quelques-unes des maisons en bois d'origine existent toujours dans le quartier moderne Lermontovski.

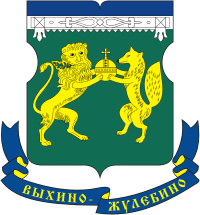
Armes du district.
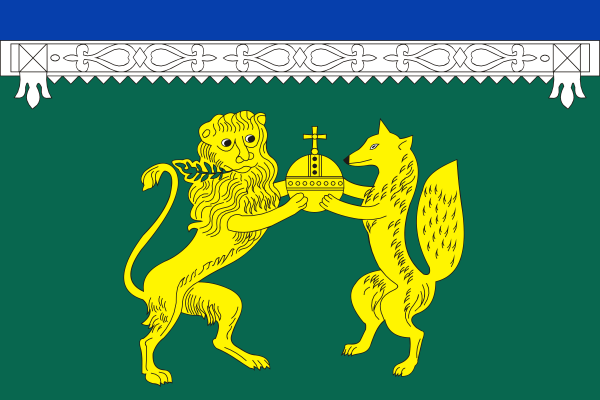
Drapeau du district.

## Galerie
|                                                  |
| Vue de l'église de la Présentation de Joulebino. |

|                                                                                  |
| Square au croisement de la perspective Lermontov et du 4e passage de Lioubertsy. |

|                                                                            |
| Vue de l'église de l'icône-de-la-Mère-de-Dieu-des-Blachernes de Kouzminki. |